# Hyphanet
Hyphanet（2023年半ばまではFreenet）は、P2P型のプラットフォームであり、検閲に強く匿名の通信を可能にするものである。分散データストアを用いて情報の保持と配信を行い、検閲の恐れなくウェブ上で発信および通信を行うための自由ソフトウェア群を備えている:151。Freenetおよび関連ツールの一部は、当初イアン・クラークによって設計されたものであり、彼はFreenetの目的を、強固な匿名性を保ちつつインターネット上の言論の自由を実現することと定義していた。
Freenetの分散データストアは、多くのサードパーティ製プログラムやプラグインによって利用されており、ミニブログやメディア共有、匿名かつ分散型のバージョン管理、ブログ、分散型のスパム対策のための汎用的な信用の輪、スニーカーネット上でFreenetを利用するためのShoeshopなど、さまざまな用途に活用されている。

## Freenetのフロントエンド

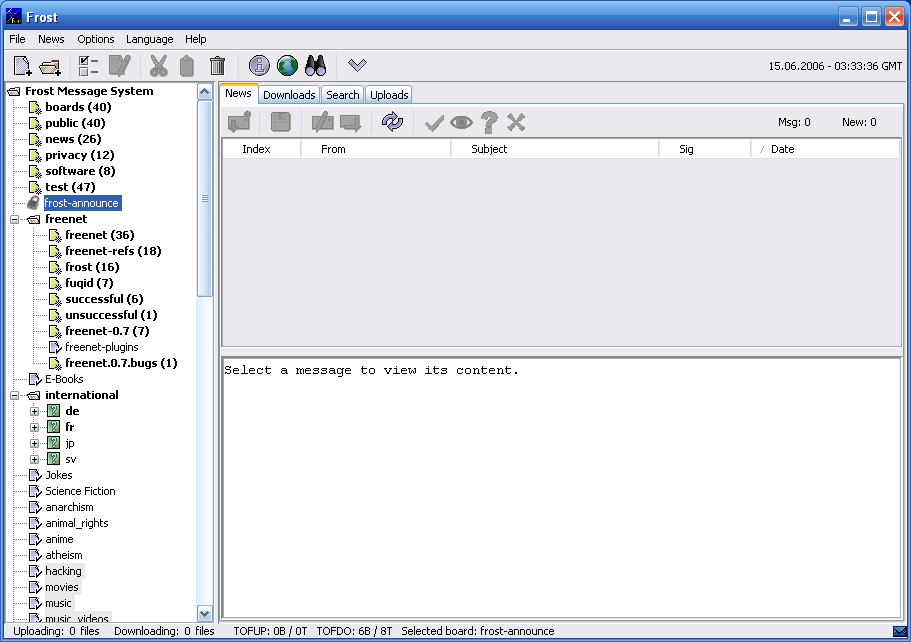
Windows上で動作するFrost

他の多くのP2Pソフトと違ってFreenetは暗号通信プロトコルに従い相手先と情報をやり取りする機能のみを提供しているため、
ファイル共有などを行う際にはフロントエンドとして別途ソフトウェアを使用しなければならない。
Freenetとこれらフロントエンドとの情報をやり取りする際にはFCP (Freenet Client Protocol) と呼ばれるAPIが使用されており、
これを使うことでメッセージボードやファイル共有、チャットなどの機能を実装することができる。

### フォーラム
Freenet Messaging System (FMS)DoS攻撃やスパムなどFrostの問題に対処するために設計されたメッセージサービス。
Frostメッセージボードやファイル共有などのサービス。

### ユーティリティ
FUQIDファイルのアップロードならびにダウンロードツール
jSiteウェブサイトのアップロードツール
InfocalypseFreenet上にmercurialリポジトリの作成ツール

### ライブラリ
FCPLibFCPLib (Freenet Client Protocol Library) はC言語ベースで書かれたクロスプラットフォームのFCPクライアントライブラリ。FCPLibは WIndows NT/2K/XP, Linux, BSD, Solaris, Mac OS Xをサポートしている。
lib-pyFreenetlib-pyFreenetはFreenetの機能をpythonで使用するためのライブラリ。Infocalypseはこれを使用している。